# Niigataïta
La niigataïta és un mineral de la classe dels silicats, que pertany al grup de la clinozoïsita. Rep el nom de la prefectura de Niigata, al Japó, on es troba la seva localitat tipus. L'anys 2006 va ser reanomenada com Clinozoisita-(Sr) pel "Subcomité de l'epidota de la CNMMN", però el seu nom va ser revertit a l'actual el 2015.

## Característiques
La niigataïta és un silicat de fórmula química {CaSr}{Al₃}(Si₂O₇)(SiO₄)O(OH). Va ser aprovada com a espècie vàlida per l'Associació Mineralògica Internacional l'any 2001. Cristal·litza en el sistema monoclínic. La seva duresa a l'escala de Mohs es troba entre 5 i 5,5.
Segons la classificació de Nickel-Strunz, la niigataïta pertany a «09.B - Estructures de sorosilicats amb grups barrejats de SiO₄ i Si₂O₇; cations en coordinació octaèdrica [6] i major coordinació» juntament amb els següents minerals: al·lanita-(Ce), al·lanita-(La), al·lanita-(Y), clinozoisita, dissakisita-(Ce), dol·laseïta-(Ce), epidota, epidota-(Pb), khristovita-(Ce), mukhinita, piemontita, piemontita-(Sr), manganiandrosita-(La), tawmawita, manganipiemontita-(Sr), ferrial·lanita-(Ce), clinozoisita-(Sr), manganiandrosita-(Ce), dissakisita-(La), vanadoandrosita-(Ce), uedaïta-(Ce), epidota-(Sr), al·lanita-(Nd), ferrial·lanita-(La), åskagenita-(Nd), zoisita, macfal·lita, sursassita, julgoldita-(Fe2+), okhotskita, pumpel·lyïta-(Fe2+), pumpel·lyïta-(Fe3+), pumpel·lyïta-(Mg), pumpel·lyïta-(Mn2+), shuiskita, julgoldita-(Fe3+), pumpel·lyïta-(Al), poppiïta, julgoldita-(Mg), ganomalita, rustumita, vesuvianita, wiluïta, manganovesuvianita, fluorvesuvianita, vyuntspakhkita-(Y), del·laïta, gatelita-(Ce) i västmanlandita-(Ce).

## Formació i jaciments
Va ser descoberta a la platja de Miyabana, a la ciutat d'Itoigawa, dins la prefectura de Niigata (Chubu, Japó). També ha estat descrita al districte de Wakasa, a Tottori, també al Japó. Aquests dos indrets són els únics de tot el planeta on ha estat descrita aquesta espècie mineral.